# Babli, Aurad
Babli là một làng thuộc tehsil Aurad, huyện Bidar, bang Karnataka, Ấn Độ.